# 必殺ワイド・新春 久しぶり!主水、夢の初仕事 悪人チェック!!
『必殺ワイド・新春 久しぶり!主水、夢の初仕事 悪人チェック!!』（ひっさつワイド しんしゅん ひさしぶり もんど ゆめのはつしごと あくにんチェック）は、1988年1月8日22:00 - 23:24にテレビ朝日系列で放送されたテレビ時代劇。ABCと松竹（京都映画撮影所、現・松竹撮影所）の共同製作。主演は藤田まこと。
必殺シリーズの長時間スペシャル第10弾である。

## 概要
『必殺』シリーズの撮影場面から始まるという、当時の日本のテレビドラマの流行になっていた「業界もの」を意識した作品。藤田まことが殺陣の撮影中に屋根から転落して気絶し、夢の中で『必殺』の世界に入り込み中村主水として振舞うという、初夢がテーマの異色作。
サブタイトルの「悪人チェック」は、当時テレビ朝日で放送されていた『ニュースステーション』金曜日版の人気コーナー「金曜チェック」をもじったもの。本来は『必殺仕事人新春ワイド TANTAN狸御殿に恋が散る』(仮)という企画があり、『必殺剣劇人』の主人公たちに加え中村主水をゲストに迎えて制作される予定だったが、主水役の藤田まことが「主水を登場させる必要性が感じられない」と出演に難色を示したため、お蔵入りとなり、急遽企画を変更して本作が製作された。
一方では『剣劇人』の主人公など主要出演者を起用した『土曜ワイド劇場』枠の現代劇『謎のダイヤモンドを求めて日本縦断! 東京～金沢～尾道 黒幕の女は別れた女房』が企画・制作され、1989年2月11日に放送された。
本作に主題歌や挿入歌は設定されていないが、代わりに仕事のシーンの前には『必殺仕事人』のOPナレーションを小改変したものが使用された。またエンディングでは『新・必殺仕置人』の劇伴BGMである「観音長屋のテーマ」に乗せてスタッフロールが表示された。

## あらすじ
俳優の藤田まことが時代劇の撮影中の事故により気絶、その間に藤田が見た夢の中で展開される仕事人たちの物語。元より夢オチが前提のストーリーであるため、藤田が江戸時代にタイムスリップするという荒唐無稽な設定やストーリー展開となっている。
京都映画撮影所では、『必殺新春スペシャル』の撮影が行われていた。藤田まこと演じる中村主水の仕事シーンの撮影中、突如監督のカットがかかる。藤田は15年間一貫してこの調子でやっていると訴えるが、監督は藤田の演技ではなく、ゲストヒロイン役の長山藍子の到着が遅れていることに加え、そもそもシナリオがどうにも気に入らないと言って撮影を中止し、藤田も監督が気に入らないのなら台本を変えるべきと言い出す始末。その様子をセットで見ていた南原宏治、今井健二、戸浦六宏ら悪役キャストは、また始まったと呆れて食事に行ってしまう。楽屋でセリフを覚えていたせん役の菅井きんは、りつ役の白木万理からまたしても台本が変わることを知らされ驚く。一方、政役の村上弘明は、撮影所を訪れた女性ファンと記念撮影をして空いた時間を過ごしていた。
藤田を含むスタッフ会議が始まるが、なかなか方針が決まらない。主要キャストのスケジュールが合うのは今日しかないため、とりあえず立ち回りシーンだけでも撮って欲しいと懇願する主任に根負けし、監督はしぶしぶ撮影を再開した。撮影はクライマックス、藤田演じる中村主水と南原演じる原野九郎右ヱ門との殺陣であったが、『必殺』史上初めての屋根の上での殺陣に、2人は難色を示す。
屋根の上での撮影が始まり、演技を始めた藤田が足を踏み出した矢先、滑ってそのまま屋根から下の路面へと転落し気を失ってしまう。監督以下キャスト、スタッフが心配そうに取り囲む中、意識が戻った藤田が目覚めた先は…。

## 登場人物

### 藤田まこと
中村主水を演じる大ベテラン俳優。『必殺』史上初となる屋根の上での殺陣の撮影中、足を滑らせ屋根から落下。気絶している間自身が主水となって『必殺』の世界に入り込んでしまう。最初は慣れない江戸時代の風習に戸惑いながらも、次第に役を演じてきた場数を活かし、「中村主水」として奉行所勤めや江戸の事件を解決していく。場面によって主水を演じたり、元の藤田になったりとの演出が採られ、藤田になった際は京都弁で話している。口調は中村でも太刀周りには対応できず、海老屋の送り込まれた刺客たちには意気込むも、反撃する術なく追い込まれたが、お静に助けられた。
劇中では主水を演じる中で藤田が当初は仕事シーンで太刀で切りつけるポーズがよくわからず、次第に太刀で相手を刺し殺すとの手口に定着したとの自分の殺陣のシーンに関する演出の変遷について語るシーンもある。
お静の仇を打つべく、仕事では今回は政と2人だけとなるが、徹底的に海老屋を仕留めるため加代に助っ人の仕事人を依頼した。
出陣時は「私は必殺仕事人、中村主水に間違いございません。」と演技力を高め、殺し技は標的の原野が太刀を抜く手を押さえつけ、素早く脇差で刺した。
仕事を終えた直後、奉行所に主水の仕事人の素性が露見するという危機の中、追っ手から逃げている内に建物の屋根から落下したところで無事に現実の世界へ戻り、自身の夢での出来事をドラマのアイデアとして監督に勧める。また藤田が屋根から落下して夢を見ていた間、現実の時間はわずかしか経っておらず、目が覚めた藤田が夢のことを説明するとスタッフから「随分素早い夢やな」「論理的ではありえん事ではないですよ」とつっこまれた。その後エンディングでの休憩後、スタッフ達に連れられ扉を閉めて幕を閉じた。

### 仕事人
鍛冶屋の政
演 - 村上弘明
茶屋で働くお静と面識を持っており、海老屋一味の集団にお静が因縁を付けられた際に駆けつけ追い払う。
仕事を前に海老屋一味の仕組んだ罠で匿っていたお光により、熱で溶かされた鉄をかけられ、利き腕の右手を火傷しつつも仕事に参加する。本作ではBGM「必殺!」に乗せて、仕事を遂行する。仕事に当たっては、右手が使えないため、左手に手槍の刃が付いた短い方のみを持って相手を殺す特訓をして臨み、伝八を仕留める。終盤は藤田が夢から覚めたためその後については描かれていない。
何でも屋の加代
演 - 鮎川いずみ
藤田の事情も知らないため、主水を見つけた途端に仕事の情報を銭と引き換えに伝える。藤田は加代から何かと逃げようするがしぶしぶ付き合うこととなる。仕事の際は主水の頼みを受け、異人の仕事人・鬼丸を紹介する。終盤は藤田が夢から覚めたためその後については描かれていない。
鬼丸
演 - 亜仁丸レスリー
本作のゲスト仕事人。加代の誘いで参加した謎の南蛮出身の助っ人仕事人。片言の日本語をしゃべる。依頼をしたとはいえ、江戸時代に現れた異人の仕事人に藤田は驚いていた。銭にがめつく、頼み料は小判のみ大量に持ち去っていった（藤田はプロ野球の助っ人外国人選手になぞらえ、「外人の助っ人は高くつくんだ」とこぼした）。出陣の際には鉄球を使いストラックアウトの要領で土壁の同じ箇所に投球を命中させている。また依頼料と悪人を仕留めた際は相撲に準えた手刀を使っている。
殺し技は、元プロ野球選手である演者の経験を生かし、鉄球とバット型の鎌を使用。鉄球は、そのまま相手の頭に投げ付け殺す他に鎖付きのものも持つ。鎖付きの鉄球を相手の首に投げて絡ませ、手元に引き寄せた後、バット型の仕込み鎌で相手の首を切って殺すパターンもある。投げた鉄球の勢いは非常に強く、悪人の額に鉄球がめり込むほど。BGM「殺しの旋風」に乗せて、仕事を遂行した。相手を仕留める度に「ストラーイク!!」などと大声で叫ぶ。藤田が夢から覚めたためその後については描かれていない。
なお当日18:53から放送された、視聴者が正解すると賞品が当たる関西ローカルの番宣番組「クイズABC」では、元阪急のアニマル選手が出演する役は何でしょう？という問題が視聴者に出された。ヒントとして出題者から「節分に出てくる赤いのや青いの」と出されたが、司会の相方にわざと「豆」「牙」とはぐらかかされたため、出題側がもう一方に「鬼！」と怒ってみせていた（いわゆるネタバレ）。

### その他
中村せん / 中村りつ
演 - 菅井きん / 白木万理
主水の姑と嫁。主水がいつもと雰囲気が違うと疑うが、藤田の策による「重要な隠密行による芝居をしていた」との言葉に多少の戸惑いを覚えながらも納得する。
藤田がお静と一夜を明かした翌日、奉行所同心から隠密行は嘘であったことを知り、憤っていた。
筆頭同心・田中
演 - 山内としお
相変わらず無責任な主水の上司。主水の正体が藤田であることに気づいていない。終盤では仕事人としての主水の裏の顔を目撃したとして、大人数の岡っ引きを率いて藤田を追い回す。藤田がやっとの思いで屋根に登ると、田中はじめ岡っ引き全員先回りして待ち構えていた。「芝居だから殴るな」「僕は君の先輩の藤田だ」という藤田の訴えに全く耳を貸さず、仕事人・中村主水として藤田を捕縛しようとするが、藤田は再び屋根から転落してしまう。
小者・六平
演 - 妹尾友信
主水の部下。TVシリーズの『風雲竜虎編』で奉行所を退職してモグラ叩きの商売をしていたが、いつの間にか小者の仕事に戻った模様。
お静
演 - 長山藍子
本作のゲスト被害者。茶屋の商売を営む。主水を訪ねて中村家を訪れるも、主水は現代からタイムスリップしてきたばかりの藤田であり、現代の女優・長山藍子に間違えられる。その後、主水として振る舞う藤田と懇ろな仲になり、一夜を共にする。その後外道の海老屋に因縁を付けられ、命を落とす。彼女の死後、同じ長屋の住人たちが金を出し合って頼み人となる。
田丸屋金兵ヱ
演 - 戸浦六宏
原野九郎右ヱ門
演 - 南原宏治
本作の悪役の黒幕。奉行所への道が分からない藤田に数寄屋橋までの道を聞かれ、不審に思いながらも従者に教えさせる。別れ際、藤田から「いかにも悪徳役人の顔で、時代劇によくあるパターンだ」と言われる。
海老屋鯛造
演 - 今井健二
お光
演 - キャティー
殺された弥之吉の許嫁と称して政に近づく。その正体は、立ち退きに抵抗する政を長屋から追い出すため海老屋に雇われた女性であり、政の手を熱した鉄で焼いて使い物にならなくしようとする。政に計画を見破られるが、苦し紛れに放った鉄で政の右手に火傷を負わせる。その後、海老屋一味に用無しとして殺されてしまう。

### 現代の人物
村上弘明
撮影が中止になって時間が空いた休憩中に、撮影所を訪れたファンの女性たちと記念写真を撮っていた。
菅井きん、白木万理
藤田発案の企画変更で時間が掛かることに2人ともうんざりしていた。また、2人の会話の口調は劇中のせんとりつのやりとりとほぼ同じである。エンディングでは、2人揃って楽屋で喫煙している。
戸浦六宏、南原宏治、今井健二
『必殺新春スペシャル』に起用された悪役俳優。監督と藤田の気まぐれな企画変更に呆れて、時間がかかりそうだと休憩時に食事に行ってしまう。戸浦は関西弁で喋る。(彼は大阪府出身。)
山内としお
筆頭同心・田中を演じる俳優。終盤に夢から覚めたばかりの藤田から主水の上司である筆頭同心・田中と勘違いされる（気絶している藤田を心配そうに覗き込んでいたが、筆頭同心・田中の衣装を着用していたため、目覚めた藤田から「あっ！田中様！」と言われ、目を丸くしながら「僕は山内ですよ。藤田さん、大丈夫ですか？」と答えている）。
長山藍子
『必殺新春スペシャル』のゲスト・お静役の女優。「必殺シリーズ」には今回が初出演である。雪で新幹線が遅れたため撮影所への到着が遅れていたが、藤田が目を覚ましたあとに到着する。夢とはいえ共に過ごした藤田から「先立ってはどうも」と挨拶されたが、長山自身は身に覚えは無いため、何のことか分からずにいた。
かおり
演 - 藤原ひろみ
藤田まことの付き人。撮影中止になった藤田の椅子を持ってきたりメイクを直したりと、常に側に付いて世話をする。
制作主任
演 - 鈴木淳
『必殺新春スペシャル』に出演する俳優のスケジュールを管理しており、脚本が気に入らない監督に「主要キャストのスケジュールが合うのは今日だけなので、とりあえず立ち回りシーンだけでも撮って欲しい」と泣きつく。
終盤藤田が目覚めた際には、「夢にしてはえらい素早い夢やね」と突っ込む。
カメラマン
演 - 細川智
『必殺新春スペシャル』のカメラマン。スタッフ会議で、スペシャルを今流行りの「業界もの」にしてはどうかと提案し、要は撮り方次第だと発言する。
大津監督
演 - 島田順司
『必殺新春スペシャル』の監督。スペシャルの脚本がどうにも気に入らないと撮影を中止し、同意した藤田を混じえてスタッフと会議を行う。結局、制作主任に泣きつかれる形でクライマックスの中村主水と原野九郎右ヱ門との、必殺シリーズ初となる屋根の上での殺陣の撮影を開始する。

## スタッフ
- 制作 - 山内久司（朝日放送）
- 脚本 - 田上雄
- 音楽 - 平尾昌晃
- 監督 - 山根成之
- 撮影 - 石原興
- 照明 - 中島利男
- 殺陣 - 布目真爾
- 題字 - 糸見渓南
- 現像 - IMAGICA
- 協力 - エクラン演劇集団・新演技座
- プロデューサー - 奥田哲雄・辰野悦央（朝日放送） 桜井洋三（松竹）
- 制作協力 - 京都映画撮影所（現・松竹撮影所）
- 制作 - ABC、松竹